# Caiganga
Caiganga is een geslacht van wantsen uit de familie van de Miridae (Blindwantsen). Het geslacht werd voor het eerst wetenschappelijk beschreven door Carvalho & Becker in 1957.

## Soorten
Het genus is monotypisch en bevat alleen de volgende soort:

- Caiganga antennata Carvalho & Becker, 1957